# 韁豬齒魚
韁豬齒魚，為輻鰭魚綱鱸形目隆頭魚亞目隆頭魚科的其中一種，分布於澳洲東北部海域，棲息深度可達60公尺，棲息珊瑚礁區，生活習性不明。

## 擴展閱讀
維基物種上的相關：韁豬齒魚